# إرنستو فورمينتي
إرنستو فورمينتي (بالإيطالية: Ernesto Formenti) (2 أغسطس 1927 – 5 أكتوبر 1989) هو ملاكم إيطالي راحل، مثّل بلاده في الألعاب الأولمبية الصيفية 1948.

## روابط خارجية
إرنستو فورمينتي على موقع بوكس ريك (الإنجليزية) (registration required)
- إرنستو فورمينتي على موقع اللجنة الأولمبية الدولية (الإنجليزية)
- إرنستو فورمينتي على موقع أوليمبيديا (الإنجليزية)
- إرنستو فورمينتي على موقع اللجنة الأولمبية الإيطالية (الإيطالية)